# Милан Беговић
Милан Беговић (Врлика, 19. јануар 1876 — Загреб, 13. мај 1948) је био хрватски књижевник.

## Биографија
Рођен у Врлици, школовање наставља у Сплиту у којем је неко време (пре одласка у Хамбург и Беч где се бави драматургијом и режијом) радио као наставник.
Добар део живота проводи у Загребу где живи и ради. Од маја 1927. до краја новембра 1928. је директор Драме ХНК у Загребу.
Овима трима срединама Беговић се бави у својим делима, а детињство и каснији боравци у Врлици остављају снажан и упечатљив траг у неким његовим најбољим делима. Зналац европске књижевности, те један од стваралаца хрватске модерне, интезивну књижевну делатност развија 20-их и 30-их година XX века када настају његова најбоља дела – драме „Божји човјек”, „Пустолов пред вратима” и „Без трећега”, комедија „Американска јахта у сплитској луци”, либрето за оперу „Еро с онога свијета”, затим опсежан друштвени психолошки роман „"Гига Барићева"” и историјски роман „Сабласти у дворцу”, те већи број новела, путописа и фељтона. Свакако, Беговић је првенствено драмски писац, а тек потом романописац и песник.
Умро је у Загребу 13. мај 1948. године.
Милан Беговић аутор је једног од жанровски најразноврснијих и количином најопсежнијих књижевних опуса у првој половини XX века у Југославији. У педесетак година дугом стваралачком веку писао је много и разнолико, из надахнућа и „по задатку“: од поезије и критике, преко новела и романа, есеја и превода, до драма и либрета... као ретко ко у његово доба, с изузетком доминантног Мирослава Крлеже, у чијој је сенци, из многих разлога, књижевних и ванкњижевних, остао до краја живота. Темељну књижевно-критичку интерпретацију и коначан књижевно-историјски суд Беговићево дело чека све до наших дана: тек пре коју годину почели су излазити први свесци потпуног критичкога издања „Сабраних дјела Милана Беговића”. Кад тај велики научни и издавачки посао буде приведен крају, биће потпуно јасно да Беговићу, по стилској, жанровској и тематској разведености његовог опуса, али и по антологијским страницама (особито у новелистици, с парадигматичном новелом „Квартет”, или у роману с опсежном, сложеном „Гигом Барићевом”), припада једно од највиших места у историји модерне